# Most 25 Kwietnia
Most 25 Kwietnia (port. Ponte 25 de Abril, wym. ˈpõt(ɨ) ˈvĩt i ˈsĩku ðɨ ɐˈβɾiɫ) – dwupoziomowy drogowo-kolejowy most wiszący, przerzucony nad Tagiem około 12 km od jego ujścia do Oceanu Atlantyckiego. Łączy lizbońską dzielnicę Alcântara na brzegu północnym z miastem Almada na brzegu południowym. Został zbudowany jako most drogowy w latach 1962–1966 przez amerykańską firmę American Bridge Company. Od otwarcia do 1974 roku nosił nazwę Ponte Salazar (pol. „Most Salazara”). Był pierwszym mostem w Lizbonie, a do czasu zbudowania w 1998 roku mostu Vasco da Gamy uchodził za główne połączenie między północną a południową Portugalią. W latach 1996–1999 poszerzono biegnące przez przeprawę jezdnie, a także dodano do niej dolny pokład z torami kolejowymi.
Przez swoją barwę i ogólny wygląd most 25 Kwietnia jest bardzo często porównywany do mostu Golden Gate w San Francisco. Obecnie (stan na 2020 rok) budowla jest szóstym pod względem długości mostem wiszącym w Europie i czterdziestym na świecie. Ponadto zajmuje 1. miejsce w Europie i 3. na świecie pod względem długości środkowego przęsła wśród mostów drogowo-kolejowych.

## Transport
Przez górny pokład mostu 25 Kwietnia przebiegają dwie jezdnie, z których każda ma po trzy pasy ruchu. Są one częścią autostrady A2. Za przejazd przez most jest pobierana opłata w wysokości 1,50 euro, przy czym dotyczy to tylko tych, którzy jadą w kierunku północnym do Lizbony – opłaty za przejazd na południe nie są pobierane ze względu na próbę ograniczenia ruchu. Dolny pokład zajmuje natomiast składająca się z dwóch torów linia elektrycznej kolei aglomeracyjnej obsługiwanej przez Fertagus, jedynego prywatnego przewoźnika kolejowego w Portugalii.
Przez most dziennie przejeżdża około 150 tys. samochodów i 160 pociągów, które według danych firmy Fertagus przewożą w sumie 83 tys. pasażerów.
Most nie jest przystosowany do ruchu pieszego, w związku z czym piesi nie mają na niego wstępu.

## Historia

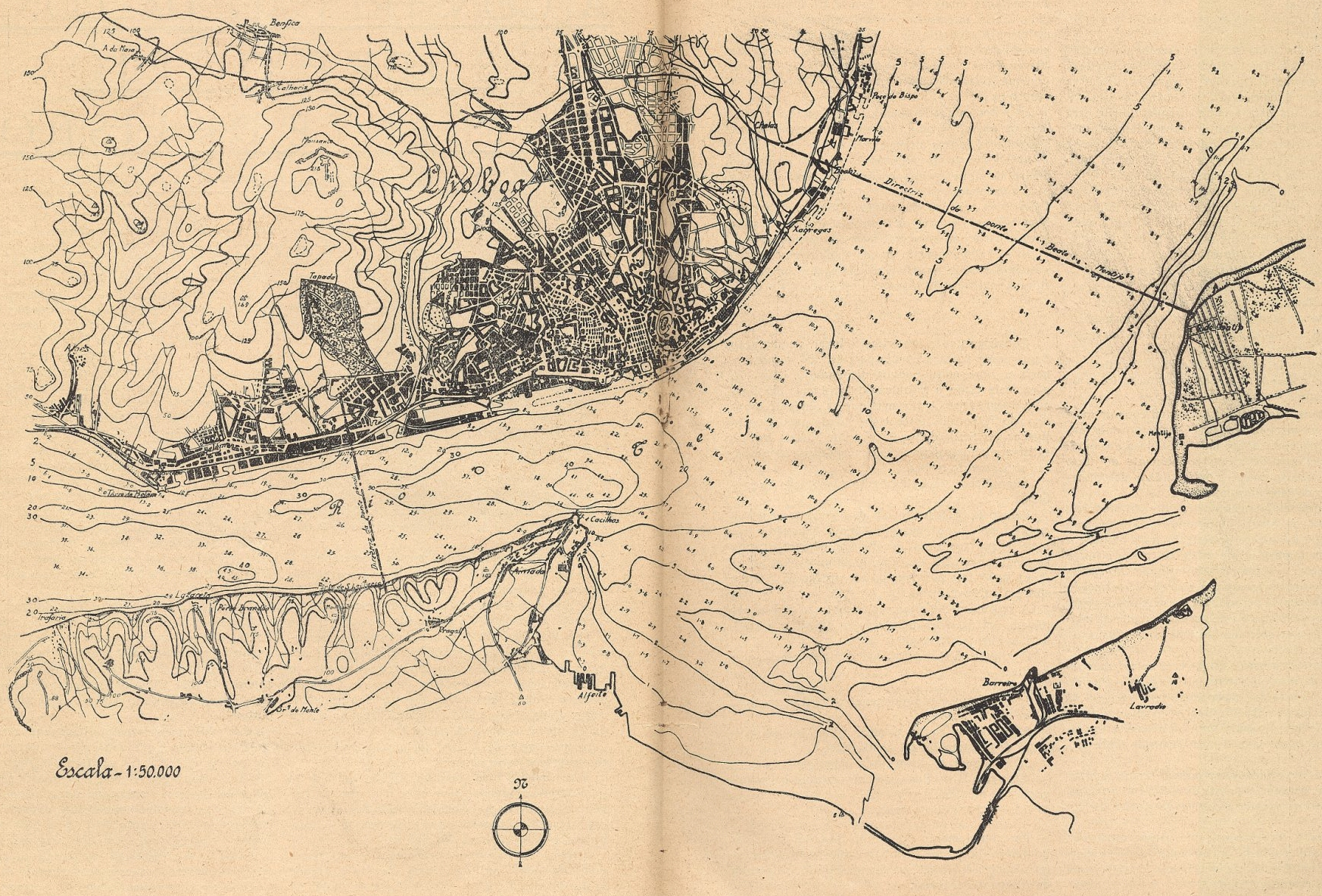
Mapa z dwoma projektami mostów między Lizboną a południowym brzegiem Tagu. Po lewej stronie znajduje się projekt tzw. Ponte Pênsil, przyszłego mostu 25 Kwietnia. Po prawej stronie widnieje natomiast porzucony projekt mostu między Beato (jedną z lizbońskich parafii) a Montijo. Mapa została opublikowana w czasopiśmie Gazeta dos Caminhos de Ferro nr 1202 z 16 stycznia 1938 roku

Pierwsza propozycja budowy mostu łączącego brzegi Tagu pojawiła się w 1876 roku – inżynier Miguel Pais zaproponował wtedy zbudowanie przeprawy dwupoziomowej, drogowo-kolejowej, kratownicowej. Kilka lat później amerykański inżynier Lye zasugerował wzniesienie z żelaza mostu łukowego. Z podobną propozycją wystąpiło dwóch inżynierów francuskich: Bartissol i Théophile Seyrig. Ich projekt mostu łukowego zakładał zróżnicowaną rozpiętość i wysokość usztywnień łuków. W 1919 roku firma H. Burnay & Cia zaoferowała wykonanie studium budowy tunelu łączącego brzegi rzeki, z kolei dwa lata później hiszpański inżynier Alfonso Peña Boeuf przedstawił propozycję budowy jednopoziomowego mostu drogowo-kolejowego. Jednak żadna z proponowanych wersji przeprawy nie uzyskała poparcia władz Lizbony i rządu Republiki Portugalskiej.
W latach 1933–1934 rozpisano konkurs na budowę mostu w Lizbonie, jednak wybuch II wojny światowej wstrzymał proces wyboru lokalizacji i rodzaju przeprawy. Proces ten wznowiono dopiero w 1953 roku, kiedy to powołano specjalny zespół mający wybrać miejsce budowy obiektu. Zespół wybrał obszar między Lizboną i Belém po stronie północnej, a Almadą po stronie południowej. W 1958 roku rząd Portugalii (Nowego Państwa) zatwierdził budowę mostu i powołał José Canta Moniza na głównego inżyniera biura budowy przeprawy. Zespół weryfikacyjny pod przewodnictwem Duarta Abecassisa rozpatrzył cztery nadesłane projekty, z których jeden dotyczył mostu wantowego, zaś pozostałe trzy mostów wiszących. Jeden z projektów mostów wiszących został stworzony przez dwóch zachodnioniemieckich inżynierów: Fritza Leonhardta i Gerda Lohmera. Projekt przewidywał budowę przeprawy, w której pokład byłby podczepiony ukośnymi linami wieszakowymi do jednej liny nośnej. Jednak ten nowatorski rodzaj konstrukcji mostu, który Leonhardt opatentował już w 1953 roku nie doczekał się realizacji ani w tym, ani w żadnym innym przypadku, co jej twórca uważał za straconą szansę. Ostatecznie zespół weryfikacyjny wybrał projekt mostu wiszącego przedstawiony przez American Bridge Company, amerykańskie przedsiębiorstwo o bogatej historii i dużym doświadczeniu w budowie mostów, zwłaszcza wiszących, takich jak m.in. San Francisco–Oakland Bay, Mackinac czy będącego w tamtym czasie w budowie Verrazzano-Narrows. Projekt zakładał zbudowanie jednopoziomowego mostu drogowego, którego konstrukcja umożliwiałaby dodanie w przyszłości drugiego poziomu dla linii kolejowej. Za przygotowanie projektu odpowiadała firma inżynierska Steinman, Boynton, Gronquist & London, zaś formy architektoniczne mostu były dziełem Raya M. Boyntona. Rok po wyborze projektu podpisano z firmą American Bridge Company kontrakt.
5 listopada 1962 roku rozpoczęła się budowa mostu nad Tagiem. Nad realizacją prac budowlanych czuwało konsorcjum dowodzone przez USSI, będące częścią firmy United States Steel Corporation, której American Bridge Company była wówczas oddziałem. Od strony technicznej prace nadzorowali inżynierowie budowlani z firmy T. Y. Lin International. Realizacją prac zajmowało się około 3000 robotników zatrudnionych przez związaną z wykonawcą mostu firmę The United Steel Export Company. Do budowy użyto stali konstrukcyjnej sprowadzonej ze Stanów Zjednoczonych i w całości stworzonej przez American Bridge Company. Cały okres budowy zamknął się w 1370 dniach, czyli 45 miesiącach – koniec prac nastąpił o 5 miesięcy wcześniej niż pierwotnie zakładano. Ukończony most został oficjalnie otwarty 6 sierpnia 1966 roku, a związanej z tym wydarzeniem uroczystości przewodniczyli prezydent Portugalii (Nowego Państwa), admirał Américo Tomás; premier António de Oliveira Salazar i patriarcha Lizbony, kardynał Manuel Gonçalves Cerejeira. Oddana do użytku budowla była wówczas najdłuższym mostem wiszącym w Europie i piątym na świecie pod względem długości środkowego przęsła. Ustanowiła również rekord głębokości osadzenia fundamentów pylonów i całkowitej wysokości pylonów. Koszty jej budowy wyniosły około 2,2 miliarda escudo (32 miliony dolarów) i zostały pokryte pieniędzmi pobieranymi w ramach opłaty za przejazd w okresie 25 lat od otwarcia. Przeprawie nadano nazwę Ponte Salazar (pol. „Most Salazara”), pochodzącą od nazwiska ówczesnego premiera i zarazem dyktatora. Po przeprowadzonej 25 kwietnia 1974 roku rewolucji goździków, która obaliła władze Nowego Państwa nazwę mostu zmieniono na nawiązującą do daty tego wydarzenia Ponte 25 de Abril (pol. „Most 25 Kwietnia”).

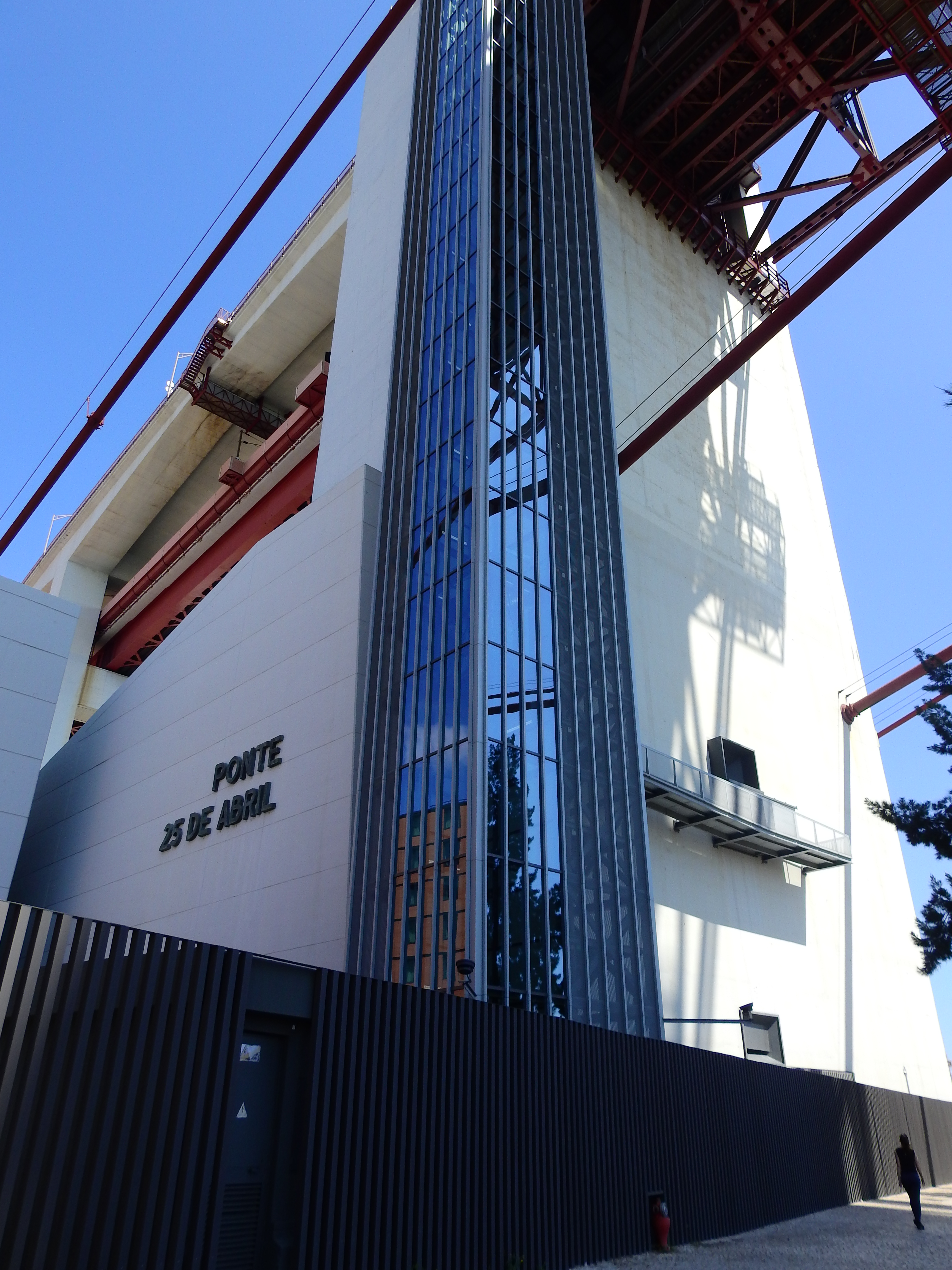
Centrum muzealno-informacyjne z windą

W 1991 roku zmieniono trasę corocznego półmartonu w Lizbonie tak, aby przekraczała most 25 Kwietnia. Udział w półmaratonie stanowi jedyną możliwość pokonania przeprawy pieszo.
W latach 1996–1999 poszerzono każdą z biegnących po moście jezdni o jeden pas, a także dobudowano dolny pokład dla linii kolejowej. Wykonawcą robót związanych z dolnym pokładem było przedsiębiorstwo American Bridge Company, zaś projekt przygotowała firma Steinman, Boynton, Gronquist & Birdsall. Połączenie kolejowe na moście zostało uruchomione 29 lipca 1999 roku – pierwszym pojazdem jaki przejechał po jednym z torów był pociąg relacji Pragal (brzeg południowy) – Entrecampos (Lizbona, brzeg północny).
W 2017 roku przy jednym z filarów mostu wybudowano centrum muzealno-informacyjne, w którym jest przedstawiona historia powstawania przeprawy oraz jej dane techniczne i z którego można wejść do komory kotwiącej liny nośne. Obok centrum znajduje się ponadto winda umożliwiająca wjazd na platformę widokową ze szklaną podłogą, umiejscowioną przy jezdni mostu, 65 m nad ziemią.

## Dane techniczne

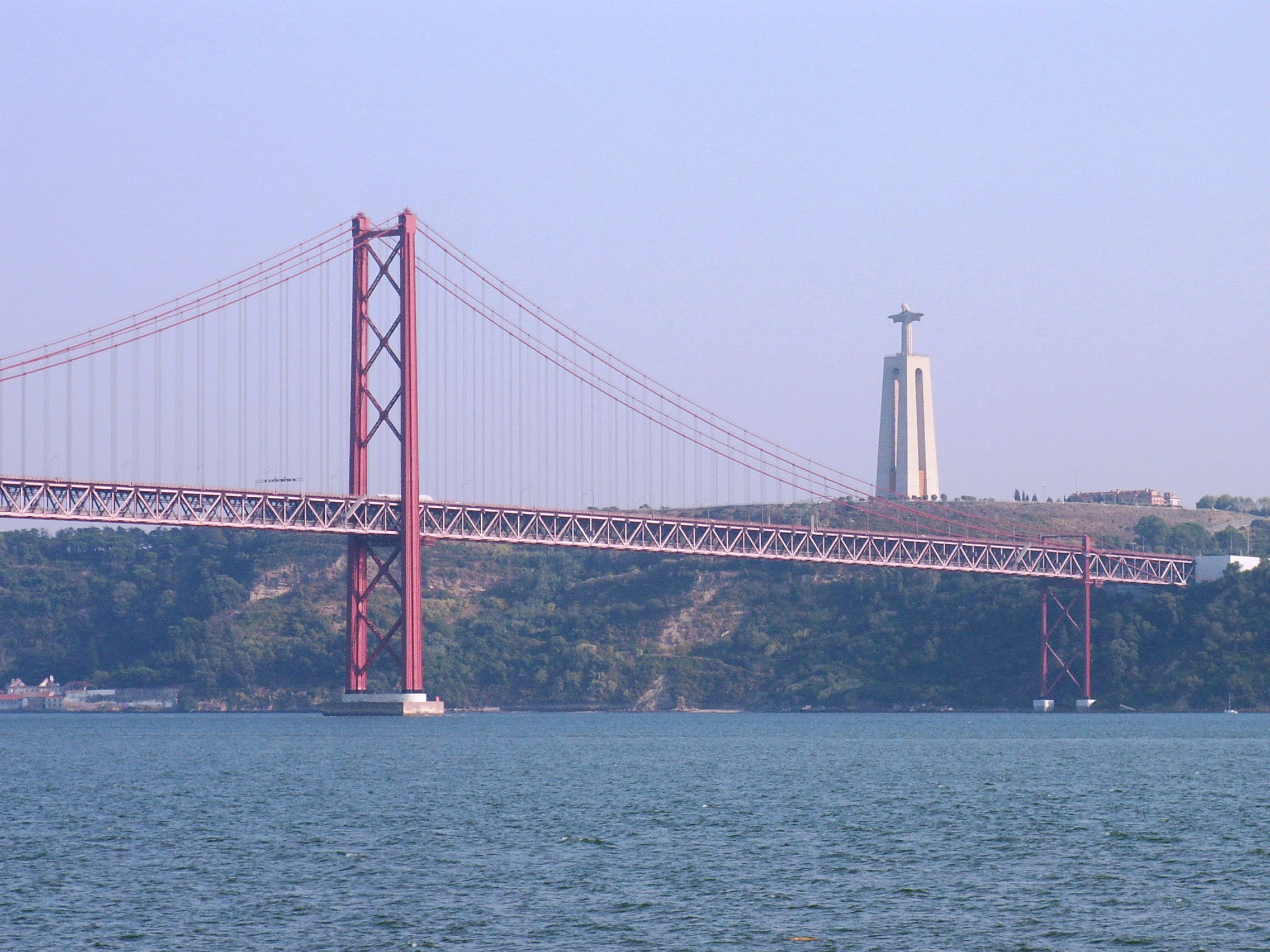
Fragment mostu z filarem na brzegu po stronie południowej

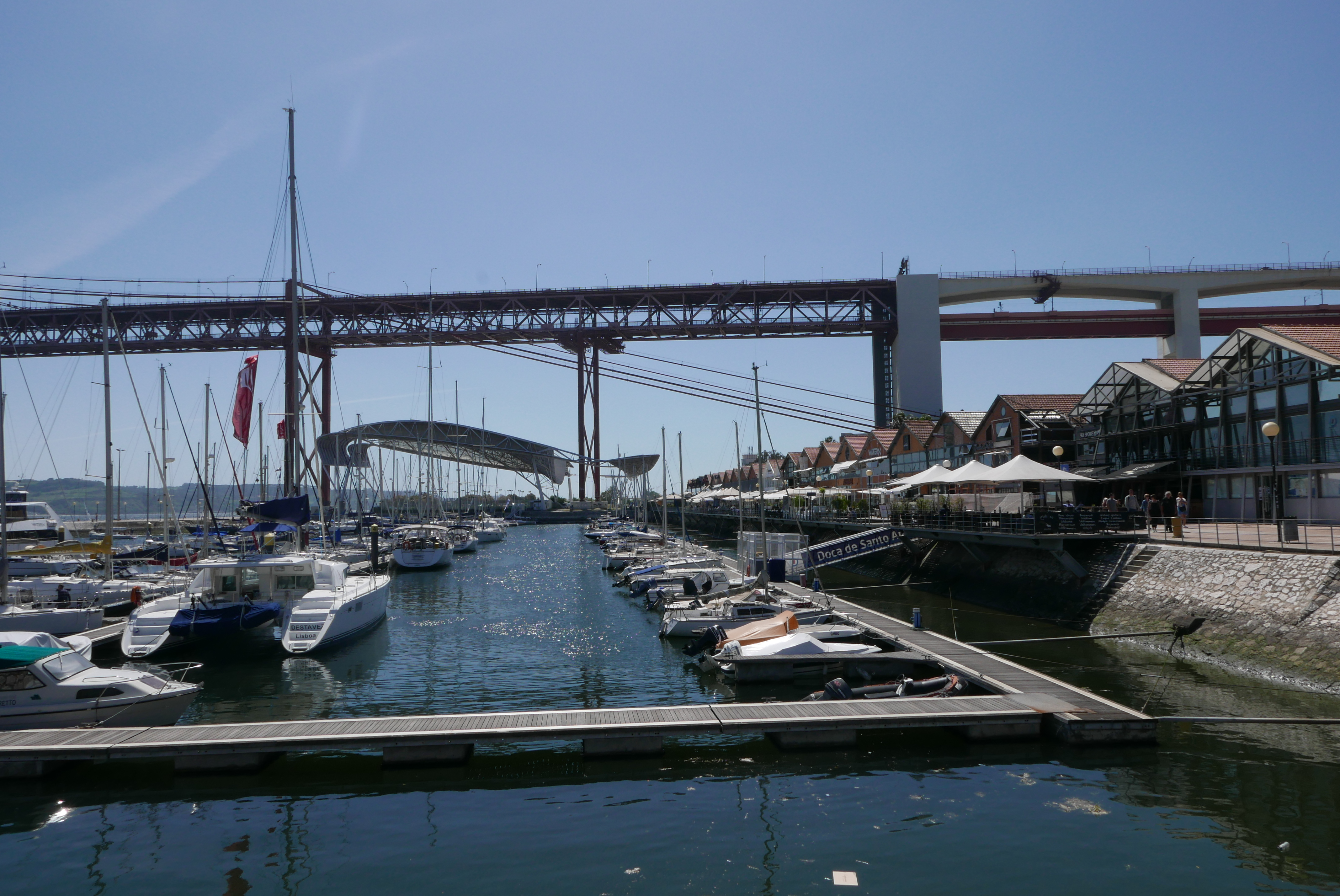
Fragment mostu z dwoma filarami i wiaduktem na brzegu po stronie północnej

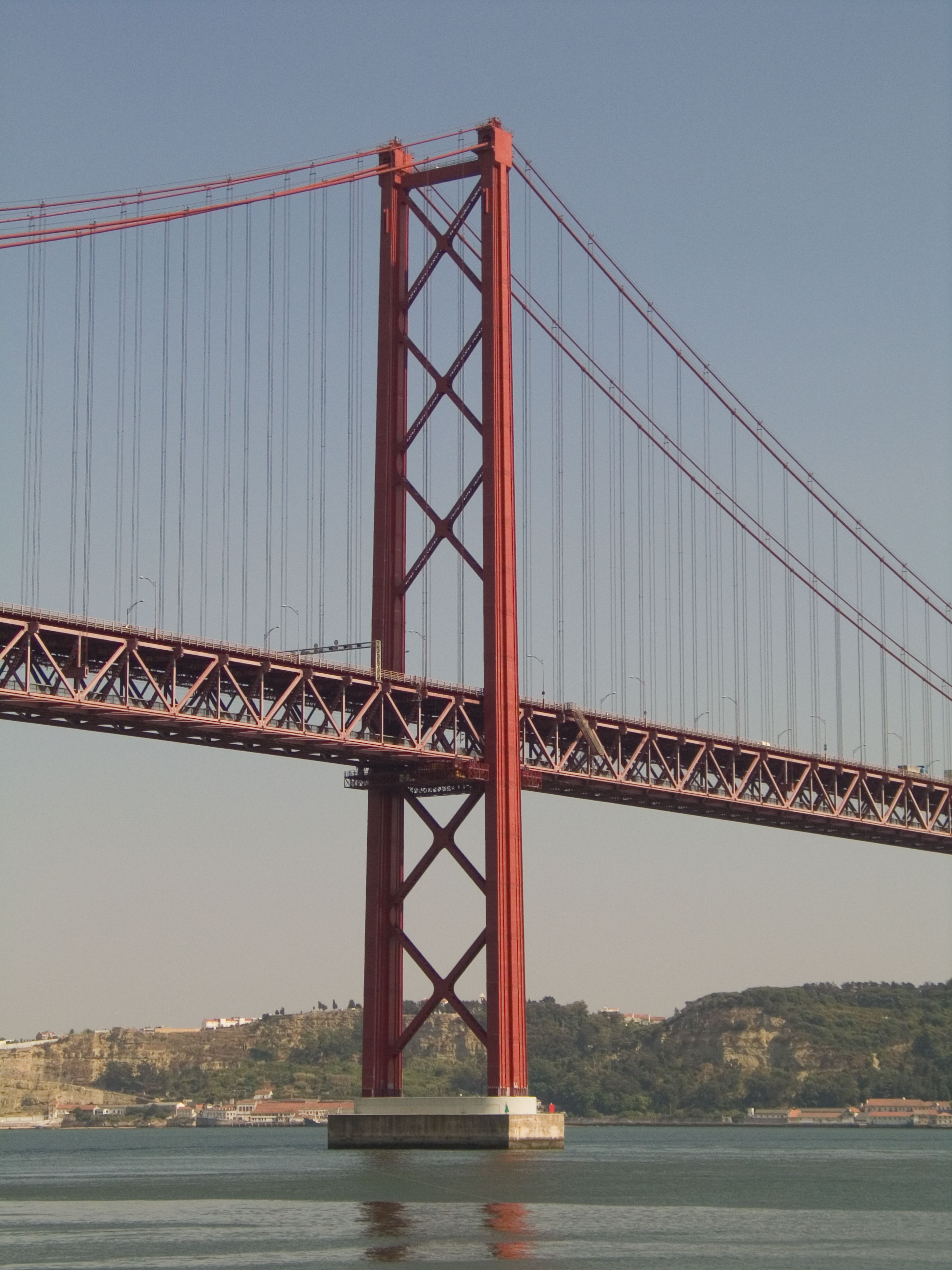
Jeden z pylonów

Most 25 Kwietnia jest mostem wiszącym, zbudowanym ze stali o całkowitej wadze 52 422 t. Został pomalowany czerwoną farbą o odcieniu vermilion, co stanowiło nawiązanie do mostu Golden Gate w San Francisco – z tego względu, a także przez ogólny wygląd portugalska przeprawa jest bardzo często do niego porównywana, pomimo tego że most w San Fancisco różni się od niej pod względem konstrukcji (brak dolnego pokładu) i że nie jest dziełem firmy American Bridge Company, odpowiedzialnej za jej budowę.
Składający się z dwóch pokładów most ma 2277,64 m całkowitej długości. Przęsło środkowe (między pylonami) jest długie na 1012,88 m z kolei dwa przęsła boczne (od każdego z pylonów do każdego z filarów umiejscowionych na brzegach) mają po 483,42 m długości. Po południowej stronie Tagu (Almada) odległość między filarem a strukturą brzegu wynosi 98,64 m, natomiast po stronie północnej (Lizbona) są dwa filary oddalone od siebie o 99,64 m – taka sama odległość dzieli również położony dalej od rzeki filar od krawędzi wykonanego z betonu wiaduktu, w który przechodzi most. Wiadukt ten jest długi na 945,11 m i opiera się na 14 filarach. W wielu miejscach przebiega nad dachami i ulicami Lizbony.
Konstrukcja mostu jest usztywniona ażurową kratownicą nośną o głębokości 10,7 m. Po dodaniu pokładu kolejowego została dodatkowo usztywniona dźwigarem kratownicowym o długości 2278 m i przekroju 10,7 × 16,0 m. Prześwit między dolną krawędzią konstrukcji a lustrem wody wynosi 70 m. Konstrukcja opiera się na dwóch pylonach, z których każdy ma 190,47 m wysokości. Są one posadowione na fundamentach sięgających 80 m poniżej koryta rzeki, do skały bazaltowej. Każdy z fundamentów wykonano poprzez wbicie w strukturę dna rzeki grupy żelbetowych filarów, przy wykorzystaniu unowocześnionej metody kesonowej. Budowę fundamentów nadzorowała amerykańska firma Morrison-Knudsen. Słupy pylonów są powiązane pięcioma usztywniającymi klamrami w kształcie litery „X” – trzy z nich znajdują się nad konstrukcją mostu, zaś dwa pod nią. Jest to rozwiązanie podobne do tego zastosowanego w moście San Francisco–Oakland Bay, który zbudowała firma American Bridge Company.
Most jest zawieszony na dwóch parach stalowych lin nośnych – drugą parę dodano przy okazji budowy pokładu kolejowego. Każda z głównych lin składa się z 11 248 drutów, z których każdy ma średnicę 4,877 mm. Druty te są ułożone w 37 wiązek co daje średnicę liny 0,586 m. Każda z lin z drugiej pary składa się z 4104 drutów i ma średnicę 0,3544 m.

## Wykonawcy elementów
Poniższe zestawienie obejmuje dane dotyczące elementów mostu i podmiotów, które były odpowiedzialne za ich wykonanie.
- Pylony, zagięcia lin, konstrukcja kotwicząca liny (łącznie 15 822 t stali) – Ambridge Plant (oddział American Bridge Company) niedaleko Pittsburgha, Pensylwania[2]
- Otoczki lin – U.S. Steel w Johnstown, Pensylwania[2]
- Druty i liny (łącznie 9880 t stali) – Wire Division (oddział U.S. Steel)[2]
- Kratownice usztywniające i podłogowe (łącznie 13 741 t stali) – Sorefame w Amadorze, Portugalia[2]
- Kratownicowe klamry krzyżowe (łącznie 2510 t stali) – fabryka American Bridge Company w Trenton, New Jersey[2]

## Most w kulturze
Na moście nakręcono jedną ze scen mającego premierę w 1969 roku szóstego z serii filmów o Jamesie Bondzie, zatytułowanego W tajnej służbie Jej Królewskiej Mości.